# Dowell
Dowell és una població dels Estats Units a l'estat d'Illinois. Segons el cens del 2000 tenia 441 habitants.

## Demografia
Segons el cens del 2000, Dowell tenia 441 habitants, 199 habitatges, i 125 famílies. La densitat de població era de 460,2 habitants/km².
Dels 199 habitatges en un 28,1% hi vivien nens de menys de 18 anys, en un 47,2% hi vivien parelles casades, en un 12,6% dones solteres, i en un 36,7% no eren unitats familiars. En el 29,1% dels habitatges hi vivien persones soles el 17,6% de les quals corresponia a persones de 65 anys o més que vivien soles. El nombre mitjà de persones vivint en cada habitatge era de 2,22 i el nombre mitjà de persones que vivien en cada família era de 2,75.
Per edats la població es repartia de la següent manera: un 21,5% tenia menys de 18 anys, un 8,6% entre 18 i 24, un 26,5% entre 25 i 44, un 22,2% de 45 a 60 i un 21,1% 65 anys o més.
L'edat mediana era de 40 anys. Per cada 100 dones de 18 o més anys hi havia 89,1 homes.
La renda mediana per habitatge era de 24.750 $ i la renda mediana per família de 28.958 $. Els homes tenien una renda mediana de 24.821 $ mentre que les dones 16.719 $. La renda per capita de la població era de 12.464 $. Aproximadament el 10,3% de les famílies i el 13,3% de la població estaven per davall del llindar de pobresa.

## Poblacions properes
El següent diagrama mostra les poblacions més properes.